# Hammerfest (jeu vidéo)
Pour la ville, voir Hammerfest (Norvège).
Hammerfest, ou Les Cavernes de Hammerfest, est un jeu de plates-formes par navigateur Web créé par Motion-Twin. Il est gratuit, sauf si le joueur veut profiter de plus de cinquante parties par jour (anciennement une par jour) (voir infra), une partie durant en moyenne d'un quart d'heure à une heure selon un sondage.
Inspiré de Bubble Bobble, le but du jeu est de parcourir des niveaux : plus de 340, ou 104 (de 0 à 103), sans les dimensions parallèles, des niveaux supplémentaires accessibles via des passages présents dans les niveaux normaux,. Chaque niveau permet de récupérer des objets (plus de 350 au total), qui en débloquent d'autres, qui ont un effet sur le jeu, ou qui permettent de gagner des points.
Le jeu a reçu le prix de la catégorie « Jeu » du Web Flash Festival en 2006. Une version hors-ligne est rendue open source le 30 mars 2020, sous licence Creative Commons BY-NC-SA.

## Historique
Le 17 janvier 2006, Motion-Twin mentionne pour la première fois Hammerfest sur son blog, mais il faut attendre le 13 février 2006, pour que des bêta-testeurs commencent à découvrir le jeu. Hammerfest sort officiellement le 27 février 2006.
Le 6 avril 2006, le jeu se dote de musique. Progressivement le jeu s'élargit, avec l'arrivée du mode Soccerfest le 9 juin 2006, puis des dimensions parallèles le 22 décembre 2006. Cette dernière constitue la plus grosse mise à jour du jeu.
En février 2007, le jeu sort en anglais et en espagnol.
Le mode multijoueur arrive le 24 février 2007, suivi par les modes Time Attack et Ninjutsu le 5 juin 2007. Le 5 septembre 2007, la dimension des Enfers est annoncée.
Le 2 septembre 2008, le système d'obtention des parties est réformé, mais dès le 27 octobre 2008, l'arrêt des mises à jour du jeu est annoncé.

## Trame
En 404 apr. J.-C., presque tout l'Arctique est occupé par la glace. Toute ? Non ! Un petit verger survitaminé peuplé de fruits résiste encore et toujours aux tempêtes du sorcier Tuberculoz.
Il est sorti de sa tanière, les cavernes de Hammerfest, où il se cachait depuis des années, et a réussi à enlever puis hypnotiser les derniers fruits.
Igor, un petit bonhomme de neige qui vivait à Hammerfest, décida alors d'aller combattre Tuberculoz pour sauver les fruits, et récupérer sa carotte, que le sorcier lui avait piqué,.

## Système de jeu

### Contrôle et bombes
Le jeu se fait à l'aide des touches directionnelles pour déplacer Igor, et de la barre espace ou de la touche Ctrl pour que celui-ci dépose une bombe. Lorsqu'une bombe explose à côté d'un ennemi, ce dernier se retrouve prisonnier dans un bloc de glace pour une durée limitée. Il est également propulsé à une certaine vitesse d'un côté. Pour progresser, il faut se débarrasser de tous les ennemis présents dans le niveau en les poussant dans le vide grâce aux bombes. Igor peut traverser une plate-forme en sautant dessus d'en dessous.
En mode multijoueur ou Soccerfest, les touches D, R, G et F correspondent aux touches directionnelles, et la touche A permet de lancer une bombe.
Plus la bombe est proche de l'ennemi lors de l'explosion, plus il est projeté violemment. Si un ennemi non gelé est percuté à grande vitesse par un ennemi gelé, il tombera dans le vide où qu'il soit. S'il est percuté à petite vitesse, il est seulement étourdi.
Il existe plusieurs sortes de bombes, auxquelles Igor peut accéder en passant à travers des rayons colorés : 
- Les bombes à neige blanche, qui gèlent les ennemis au contact;
- Les bombes vertes, qui n'explosent qu'après un certain moment ou en touchant le sol, et gèlent les ennemis au contact;
- Les bombes bleues, qui étourdissent les ennemis et les font passer à travers le sol;
- Les bombes rouges, qui gèlent les ennemis et les font bondir, mais font aussi bondir Igor;
- Les bombes noires, qui éliminent directement les ennemis, mais mettent plus de temps pour exploser[22].

À chaque fois qu'Igor termine un niveau, il revient automatiquement aux bombes blanches. Il peut également éliminer ses ennemis en utilisant des objets magiques qui apparaissent au fil des niveaux.
Il existe différents types de rayons colorés:
- Les rayons à bombes: les violets (pour les bombes blanches), les verts, les bleus, les rouges et les noirs pour les autres;
- Les double-rayons violets, qui privent Igor de bombe jusqu'à ce qu'il finisse le niveau, la partie ou qu'il passe dans un autre rayon;
- Les double-rayons orange et jaunes, qui permettent de propulser Igor vers le haut ou vers le bas, ils ne se trouvent que dans la dimension parallèle des Enfers;
- Les rayons électriques, qui téléportent Igor vers un autre rayon électrique.

Deux bombes ne peuvent pas être en attente d'explosion en même temps, sauf si le joueur a terminé la quête « Les constellations », qui permet de placer une bombe en même temps qu'une autre en plus, dont l'effet est permanent ; ou bien, en obtenant certains objets, dont l'effet s'estompe quand le joueur perd une vie ou termine sa partie,.
Le joueur peut shooter dans une bombe en appuyant une nouvelle fois sur la barre espace ou la touche Ctrl alors qu'il se trouve dessus, et, s'il a terminé la quête « Le grimoire des Étoiles », « Les constellations » puis « Mixtures du zodiaque », il peut lancer une bombe vers le haut à l'aide de la touche directionnelle .

### Ennemis
Lorsqu'Igor se fait toucher par un ennemi, ou tente de tomber dans le vide alors qu'il reste des ennemis, ou encore lorsqu'il touche des pics, il perd une vie. Il peut en gagner avec certains objets, en reconstituant le mot « CRISTAL », ou au fur et à mesure qu'il gagne des points. Quand toutes ses vies sont épuisées, la partie se termine. Quelques secondes après qu'Igor a été touché, il réapparaît en haut du niveau, quelques secondes dans une bulle d'invincibilité.
Si Igor tarde à finir le niveau, un message « VITE ! » apparaît, et les ennemis s'énervent (l'expression de leur visage change et ils sont plus rapides). Ils s'énervent également après avoir été dégelés.
| Nom                    | Simple mouvement horizontal       | Peut tomber ou sauter verticalement | Peut sauter horizontalement | Pouvoir particulier |
| ---------------------- | --------------------------------- | ----------------------------------- | --------------------------- | --- |
| Cerise                 | Oui                               | Non                                 | Non                         | |
| Orange                 | Oui                               | Non                                 | Oui                         | |
| Pomme                  | Oui                               | Oui                                 | Oui                         | Peut cracher des pépins |
| Banane                 | Oui                               | Oui                                 | Oui                         | |
| Citron Sorbex          | Oui                               | Non                                 | Oui                         | Peut lancer du jus de citron verticalement |
| Bombino                | Oui                               | Oui                                 | Oui                         | Explose quelques secondes après être touché par une bombe, l'explosion peut faire perdre une vie à Igor (n'explose pas avec une bombe bleue) |
| Poire Melbombe         | Oui                               | Non                                 | Oui                         | Peut cracher des bombes |
| Abricot                | Oui                               | Oui                                 | Oui                         | Quand il meurt, deux petits abricots tombent du haut du niveau |
| Litchi                 | Oui                               | Oui                                 | Oui                         | A une carapace et se tue en deux fois |
| Fraise Tagada          | Oui                               | Non                                 | Non                         | Lance une balle aux autres fraises, ou la lance sur Igor s'il n'y a pas d'autre fraise |
| Sapeur kiwi            | Oui                               | Oui                                 | Oui                         | Pose des lamelles de kiwi sur le sol, invisibles sauf quelques secondes après qu'Igor passe dessus et avant qu'elles explosent |
| Bondissante (pastèque) | Non, rebondit contre les murs     |                                     |                             | |
| Ananargeddon (ananas)  | Oui                               | Non                                 | Oui                         | Peut bondir, ce qui fait tomber Igor quelques secondes s'il est en contact avec le sol en ce moment |
| Bobble déchu           | Non, rampe sur les murs et le sol |                                     |                             | Envoie des boules de feu, apparaît uniquement dans les dimensions parallèles |
| Framboisjule           | Oui                               | Oui                                 | Oui                         | Peut se téléporter, apparaît uniquement dans les dimensions parallèles |
| Scie circulaire        | Non, rampe sur les murs et le sol |                                     |                             | Est indestructible, mais peut être arrêtée quelques secondes avec une bombe, apparaît uniquement dans les dimensions parallèles |
| Boule de feu           | Non, vole                         |                                     |                             | Surgit au deuxième message « VITE ! ». Elle est indestructible, passe à travers le sol et les murs, et poursuit Igor avec acharnement pour qu'il se dépêche de finir le niveau. S'il est touché par la boule de feu, elle disparait jusqu'au prochain message « VITE ! » |
| Tuberculoz             |                                   |                                     |                             | Motion-Twin tente de préserver le secret du contenu des quatre derniers niveaux du jeu (100 à 103), où se trouve Tuberculoz, pour ceux qui ne l'ont pas encore atteint, et sanctionne les joueurs qui le dévoilent publiquement.                                         |

### Modes de jeu
Il existe plusieurs modes de jeu.
Certaines dimensions ne sont qu'accessibles qu'avec certains modes ou certaines options.

#### Aventure
Le mode aventure est le mode normal. Les options disponibles sont :
- Ninjutsu, déblocable en finissant une quête, un mode où Igor doit tuer certains fruits, mais pas d'autres ;
- Cauchemar, déblocable en finissant les 104 niveaux principaux, où les monstres sont énervés comme après le premier « VITE ! » dès le commencement du niveau, où le « VITE ! » arrive plus tôt et où la vitesse d'Igor est accélérée ;
- Explosifs instables, déblocable en allant au bout de la dimension des Enfers, où Igor est étourdi par ses bombes s'il s'en approche trop quand elles explosent, où toutes les explosions sont augmentées, où Igor peut lancer plus loin ses bombes en tapant dedans en courant, et où l'impulsion provoquée par le lancement d'une bombe alors qu'Igor est en l'air est plus forte ;
- Miroir, déblocable en finissant un niveau parallèle accessible depuis le niveau 97, où la structure des niveaux est inversée horizontalement ;
- Tornade, déblocable en allant à un certain point de la dimension des Enfers, avec lequel la vitesse d'Igor est accélérée.
- Bossrush, non implanté en jeu, fonctionnant sur le même principe que le mode de jeu Time Attack

#### Apprentissage
Le mode apprentissage est gratuit et illimité, sans classement, il sert à apprendre les bases du jeu et à s'entraîner. Il contient, :
- Dix-neuf niveaux (Forêt d'Hammerfest) où le joueur découvre les principes de base du jeu (déplacement, objets, bombes, ennemis, cristaux...), dispose de vies illimitées et n'a pas de points. Il existe également un passage secret permettant d'accéder à quatre niveaux en dessous.
- Sept niveaux (Cavernes de l'apprenti) plus proches du mode aventure.

#### Multi Coopératif
Déblocable en finissant une quête, où Igor le bonhomme de neige et Sandy le bonhomme de sable peuvent jouer tous les deux, avec des touches différents, ou avec une manette en installant un logiciel. Si un des deux bonhommes tape dans une bombe créée par un autre, elle grossit. Les options disponibles sont :
- Cauchemar, déblocable en finissant les 104 niveaux principaux, où les monstres sont énervés comme après le premier « VITE ! » dès le commencement du niveau, où le « VITE ! » arrive plus tôt et où la vitesse d'Igor est accélérée ;
- Partage de vies, déblocable en finissant une quête, permettant de partager les vies des joueurs ;
- Miroir, déblocable en finissant un niveau parallèle accessible depuis le niveau 97, où la structure des niveaux est inversée horizontalement.
- Bombotopia, non implanté en jeu, où Sandy contrôle les bombes d'Igor.

#### Soccerfest
Gratuit et illimité, Soccerfest est un mode multijoueur où Igor et Sandy le bonhomme de sable s'affrontent au football. Il existe quatre terrains, avec des propriétés différentes. Il est possible d'y jouer avec ces deux options :
- Contrôlé avancé du ballon, déblocable en finissant une quête, qui permet de taper plus ou moins fort dans le ballon, selon l'élan pris par le joueur ;
- Bombes, qui permet de lancer des bombes pour étourdir quelques secondes son adversaire.

#### Time Attack
Déblocable via une quête, le mode Time Attack constitue six niveaux qu'Igor doit finir le plus vite possible, le joueur pourra alors se retrouver dans un classement. Une partie coûte avec ce mode autant qu'une partie dans le mode aventure.

### Points et objets
Un joueur peut obtenir des points en attrapant des objets à points ou en tuant des ennemis :
- À chaque ennemi tué, un petit cristal tombe du haut du niveau, qui disparaît si le joueur ne l'a pas pris après quelques secondes.
- Si l'ennemi dans un glaçon, propulsé par l'explosion de la bombe, passe à travers un autre, il étourdit ce dernier pendant quelques secondes.
- Si, avant de mourir, l'ennemi tombe sur un autre, ce qui cause la mort de ce dernier, et tombe dans le vide toujours propulsé par la même explosion, parmi les deux petits cristaux qui tomberont, il y en aura un de couleur différente, qui rapportera plus de points. S'il y a trois ennemis qui sont morts dans la scène, un des trois cristaux sera d'une couleur encore différente et vaudra encore plus de points, et ainsi de suite[22].
- Si le joueur tue les ennemis dans un ordre précis, qui est fixe, différent et sans logique pour chaque niveau, un gros cristal tombe du haut du niveau[22]. Visuellement, les gros cristaux sont identiques aux petits, en plus gros, sauf pour les gros cristaux impliquant plus de sept ennemis, où un rubis, un jade et une améthyste sont représentés.

|                            | Nombre d'ennemis                  | Points pour le petit cristal     | Points pour le gros cristal |
| Bleu                       | 1                                 | 500                              |                             |
| Vert                       | 2                                 | 2 000                            | 10 000                      |
| Rouge                      | 3                                 | 4 500                            | 22 500                      |
| Jaune                      | 4                                 | 8 000                            | 40 000                      |
| Violet                     | 5                                 | 12 500                           | 62 500                      |
| Orange                     | 6                                 | 18 000                           | 90 000                      |
| Noir                       | 7 (ou plus pour un petit cristal) | 24 500, 32 000, 40 000 ou 50 000 | 122 500                     |
| Œil de tigre (rubis)       | 8                                 |                                  | 160 000                     |
| Jade de 12 kg              | 9                                 |                                  | 202 500                     |
| Reflet de lune (améthyste) | 10                                |                                  | 250 000                     |

Il y a également un système de classement, représenté par une pyramide de cinq étages, sachant que l'étage de chaque joueur est mis à jour à minuit, dans la nuit du lundi au mardi. Les joueurs débutent au quatrième étage (c'est le plus bas) et ne peuvent pas descendre d'un étage.
Si un joueur est dans les 1 000 premiers du quatrième étage, il passera au troisième lors de la mise à jour, si un joueur est dans les 100 premiers du troisième étage, il passera au deuxième, si un joueur est dans les 10 premiers du deuxième étage, il passera au premier, si un joueur est le premier du premier étage, il passera au panthéon lors de la mise à jour, et pourra laisser éternellement un message sur une page du site.
Au cours du jeu, Igor peut récupérer des objets. Il en existe deux types, les objets à points, qui donnent des points à Igor, et les objets à effets, qui ont des effets sur le jeu. Il y a deux objets par niveau, un de chaque type. Il existe six coefficients de rareté pour les objets. Il y a en plus des lettres du mot « CRISTAL » qui apparaissent au cours du jeu, les réunir permet de faire disparaître tous les ennemis d'un niveau. Si le joueur réunit les lettres dans l'ordre, il gagne en plus 150 000 points et une vie.
Il est également possible de trouver des pièces d'or dissimulées dans les niveaux,, en se plaçant ou en lançant une bombe à un endroit précis, ce qui sert également à trouver l'accès à la plupart des dimensions parallèles, en ouvrant des vortex (représentés par des ronds bleus),. Avoir certains objets en certains nombres peuvent achever une quête, qui peut rendre disponible d'autres objets, avoir un effet sur le jeu (débloquer des modes et options de jeu, des déguisements, augmenter luminosité des niveaux...), ou donner des parties gratuites.

## Obtention des parties
Le joueur a d'abord cinq parties à son inscription. Il en a ensuite cinquante par jour, non-cumulable, c'est-à-dire que s'il ne l'utilise pas, elle ne se renouvellera pas. Pour en avoir davantage, il peut acheter des parties, ce qui fera, s'il s'est inscrit avant le 2 septembre 2008 (le système ayant évolué ce jour), qu'il en recevra d'autres chaque semaine, qui seront cumulables. Il peut également gagner des parties grâce à certains objets présents dans le jeu.
Depuis Mars 2017, à la suite d'une maintenance ayant mal tourné, le nombre de parties quotidiennes s'élève à 50.

## Communauté

### Productions
La communauté d'Hammerfest est concentrée sur son forum. Étant donné que les objets obtenus dix fois ou plus dans le jeu peuvent être affichés par le joueur dans ses messages, les images n'étant pas autorisées, ils sont souvent utilisés en guise de signature. Parmi les créations de la communauté, il y a des niveaux en images créés à partir d'éléments graphiques du jeu, qui ne peuvent pas être joués, mais juste regardés, des vidéos prises par les joueurs, montrant des parties, des objets rares obtenus, des gros cristaux... Capturées avec un logiciel comme CamStudio ou Recordmydesktop, ainsi que d'autres choses, comme des fanfictions ou des chansons.

### Techniques
- Si Igor lance une bombe alors qu'il est en l'air, une légère impulsion vers le haut est provoquée, cette technique est appelée le « double-saut ».
- Il peut s'en servir pour passer d'une plate-forme peu éloignée d'une autre sans sauter, en lançant une bombe à peine après avoir commencé à tomber de la première, cette technique est appelée le « saute-mouton ».
- Si un ennemi passe devant un autre, l'ennemi qui reste en premier plan se trouve après l'autre dans l'ordre qui permet de faire tomber le gros cristal, c'est la technique du « cache-ennemi ».
- Avec plusieurs bombes (voir infra), sauter, puis lancer une bombe, puis se retourner, puis lancer une bombe, puis se retourner, puis lancer une bombe, et ainsi de suite, permet d'atteindre des endroits d'une certaine hauteur. En sautant et en lançant ainsi deux bombes, c'est la technique du « tiers étage » ou du « triple saut ».
- Pour quelqu'un qui ne dispose pas de l'option permettant de faire monter des bombes à l'aide de la touche bas, se mettre sur une plate-forme située juste en dessous de celle d'un monstre, et shooter dans la bombe juste avant qu'elle n'explose, permet d'augmenter son champ d'action jusqu'au monstre, s'il passe au-dessus d'Igor à ce moment-là.
- Se mettre à l'emplacement d'un monstre gelé, poser une bombe, et la faire monter à l'aide de la touche bas (si le joueur a obtenu cette option) à un certain moment, permet de faire monter le glaçon. C'est la technique de l'élévation des monstres[38].